# Agezilaj II.
Agezilaj II. (grško starogrško Ἀγησίλαος, Agesílaos), špartanski kralj, * 444 pr. n. št., Šparta, Lakonija, Grčija, † 360 pr. n. št., Libija.
Sin kralja Arhidama II. Kralj je postal leta 399 pr. n. št., ko je bila Šparta v vojni s Perzijci. Leta 396 pr. n. št. je z njimi sklenil trimesečno premirje, nato je napadel Frigijo in leto pozneje še Lidijo. V korintski vojni, ki je trajala od 395 do 387, se je pomeril proti zvezi Teb, Aten, Argosa ter Korinta. Poskušal je vzpostaviti hegemonijo v Grčiji. Dvakrat je oblegal Tebe, leta 371 pr. n. št. pa so ga Tebanci hudo porazili. Čeprav je s tem začela špartanska moč zelo pešati, je Agezilaj Šparto še dvakrat ubranil pred Tebami. V letu 361 pr. n. št. je služil v Egiptu v boju proti Perzijcem. Nasledil ga je Arhidam III.
| Agezilaj II. Kralj ŠparteRojen: 444 pr. n. št. Umrl: 360 pr. n. št. |                                            |                         |
| Vladarski nazivi                                                    |                                            |                         |
| Predhodnik: Agis II.                                                | Kralj Šparte 399 pr. n. št.–360 pr. n. št. | Naslednik: Arhidam III. |

1. ↑  Любкер Ф. Agesilaus // Реальный словарь классических древностей по Любкеру — Sankt Peterburg.: Общество классической филологии и педагогики, 1885. — С. 48.